# Christian Drakenberg (squashspelare)
Christian Drakenberg, född 1975, är en svensk squashspelare. Han har vunnit sju SM-guld, nämligen 2004, 2006, 2009 (vår), 2009 (höst), 2012 (vår), 2018 (vår) och 2020. I finalen mot Rasmus Hult 2012, som direktsändes i SVT, räddade han 7 matchbollar och vann 3-2 i game. Även i finalen 2018 under SM-veckan i Skellefteå vann han över Rasmus Hult med 3-2.
Han har även två vinster i Veteran-EM Ö40 från 2015, 2017. Drakenberg bästa världsranking, plats 70, nåddes i oktober 2003.
Han spelar för Sveriges äldsta squashklubb, Stockholm SK.